# برامج التبادل الشبابي والدراسي

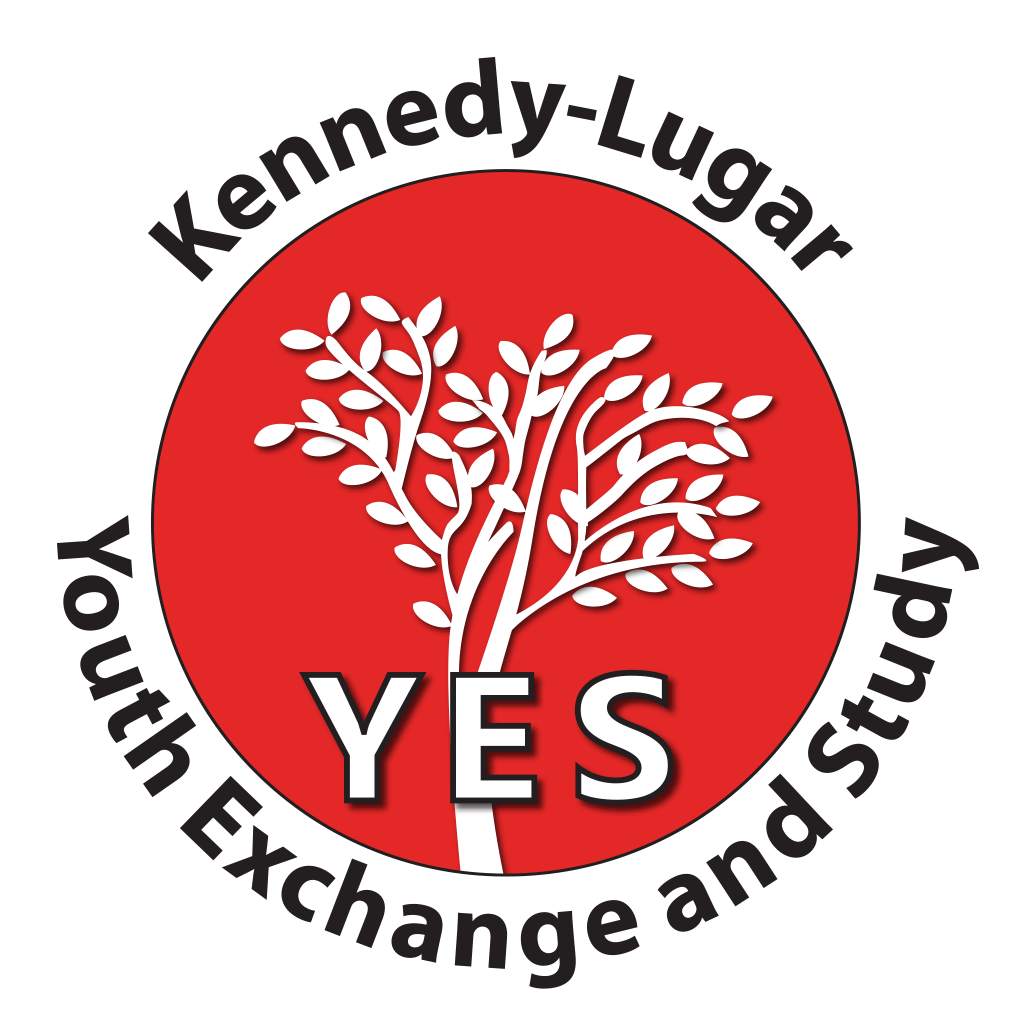
إن هذه الصور أو الشعار لبرنامج التبادل الشبابي والدراسي أو باختصار YES الذي أنشأته وزارة الخارجية للولايات المتحدة الأمريكية بمثابة المقدمة أو الوجه الذي يعبر عن شيء ، ففي الشعار شجرة راسخة قاربت فروعها السماء تمثل العلاق الوطيد والتبادل الدراسي والشبابي ، وأما الكلمات التي في الشعار والمحيط به فهي تعريف وتبيين لاسم الشعار

برامج التبادل الشبابي والدراسي أو برامج YES هي منحة برامج التبادل الطلابي التي تقدمها وزارة الخارجية الأمريكية.
نشأ برنامج كينيدي لوغر للتبادل الشبابي والدراسي نتيجة الإدراك العام بأن جهود الدبلوماسية العامة تم تجاهلها في العديد من الدول حول العالم على مدار سنوات عديدة وتجلت آثار ذلك بوضوح شديد في أعقاب أحداث 11 سبتمبر 2001. ولقد أدركت إدارة الشؤون التعليمية والثقافية التابعة لوزارة الخارجية الأمريكية، إلى جانب مجتمع التبادل الأمريكي، أهمية التبادل الشبابي كمكون أساسي لإحياء الالتزام نحو إقامة جسور التواصل بين المواطنين الأمريكيين ومواطني الدول من مختلف أنحاء العالم، لا سيما تلك الدول ذات الأغلبية السكانية المسلمة.

## برنامج كينيدي لوغر للتبادل الشبابي والدراسة
تأسس برنامج كينيدي لوغر للتبادل الشبابي والدراسة في شهر أكتوبر من عام 2002. يقدم البرنامج المنح لطلاب الثانوية العامة في الدول ذات تعداد سكاني مسلم كبير، وذلك لقضاء سنة دراسية واحدة في الولايات المتحدة. حطت المجموعة الأولى لطلاب البرنامج أقدامها في الولايات المتحدة عام 2003. واستمر توسع البرنامج، وفي العام الدراسي 2011-2012 قام البرنامج بقبول طلاب من الدول والمناطق التالية:
| - Afghanistan - Albania - Bahrain - بنغلاديش - Bosnia-Herzegovina - Bulgaria - Cameroon - مصر - Gaza - Ghana - الهند |  | - Indonesia - إسرائيل (Arab Communities) - الأردن - Kenya - Kosovo - Kuwait - لبنان - Liberia - ماليزيا - Mali |  | - المغرب - Mozambique - Nigeria - Oman - باكستان - الفلبين - Qatar - Saudi Arabia - Senegal |  | - Sierra Leone - South Africa - سورينام - Tanzania - تايلاند - تونس - تركيا - الضفة الغربية - Yemen |

## برنامج كينيدي لوغر للتبادل الشبابي والدراسة بالخارج
يقوم برنامج كينيدي لوغر للتبادل الشبابي والدراسة بالخارج، تحت رعاية وزارة الخارجية الأمريكية، إدارة الشؤون التعليمية والثقافية، منح دراسية كاملة لطلاب المرحلة الثانوية الأمريكيين وحديثي التخرج لقضاء عام دراسي كامل للدراسة والعيش في الخارج في دول ذات تعداد سكاني مسلم كبير.
يوفد البرنامج الطلاب إلى الدول التالية:
| - Bosnia-Herzegovina - مصر - Ghana - الهند |  | - Indonesia - Mali - ماليزيا - المغرب |  | - Oman - تايلاند - تركيا |

وعند عودتهم يطبق الطلاب مهاراتهم القيادية في الولايات المتحدة. بالإضافة إلى ذلك، تساعد المجموعات المتخرجة المشاركين للاستمرار في التعامل مع أنشطة خدمة المجتمع العديدة والتي تضم:حملات تجميع الملابس، وتوجيه الأطفال الصغار وما شابه.

## وصلات خارجية
- YES Programs Official Programs site
- Kennedy-Lugar Youth Exchange and Study (YES) Program U.S. State Department Page